# Hélène Escaich
Hélène Escaich (ur. 23 lipca 1971) – francuska zapaśniczka walcząca w stylu wolnym. Brązowa medalistka mistrzostw świata w 1994; szósta w 1995 roku.